# Emilianische Sprache

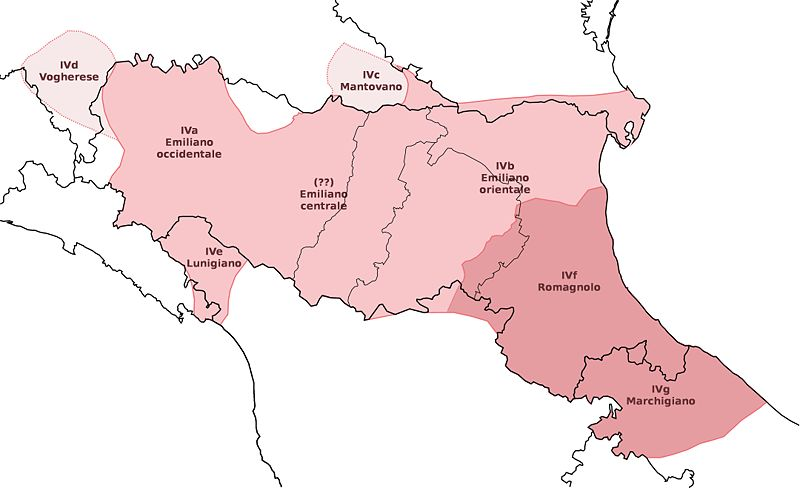
Verbreitungsgebiet des Emilianischen. Der Sprachraum des Romagnolischen ist dunkler verfärbt.

Emilianisch bezeichnet eine Gruppe von sprachlichen Varietäten des Galloitalischen, die umgangssprachlich Dialetti (Dialekte) genannt werden und die dem padanischen Zweig des Italienischen angehören. Diese Sprachvarietäten werden in der historischen Region Emilia gesprochen, die in etwa das Gebiet der Provinzen Piacenza, Parma, Reggio Emilia, Modena, Ferrara und einen Teil der Metropolitanstadt Bologna (diesseits des Flusses Sillaro) umfasst. Jenseits des Sillaros beginnt die Region Romagna. Beide historischen Regionen bilden die Verwaltungsregion Emilia-Romagna.
Die emilianische Sprache, wie alle anderen Sprachen des padanischen Zweigs, wurde als europäische Minderheitssprache durch den Europarat anerkannt und ist sowohl in den von der UNESCO abgefassten (Red Book on endangered languages) als schutzwürdige Sprache als auch in den Sprachatlas Ethnologue aufgenommen worden.
In der gegenwärtigen Forschung zählt Emilianisch zu den westlichen romanischen Sprachen, wie Französisch, Okzitanisch, Katalanisch, Ligurisch, Lombardisch, Piemontesisch und Romagnol, während Italienisch dem Zweig der östlichen romanischen Sprachen angehört.
Eine emilianische Koinesprache existiert nicht.
Die Grenzen zu den anderen padanischen Dialekten sind auf der Ebene der Phonetik und des Wortschatzes ziemlich fließend, so dass manche Dialektologen einige Grenzvarietäten des Lombardischen wie etwa die von Mantua, Pavia oder Voghera als Übergangsformen zwischen dem Lombardischen und dem Emilianischen, andere sogar als echtes Emilianisch bezeichneten.
Auch der Dialekt der Lunigiana, einer Region in der nordwestlichen Toskana, gehört dem emilianischen Zweig an.

## Dialektvarietäten
Der emilianische Zweig gliedert sich in fünf Unterzweige, die sich lautlich und im Wortschatz unterscheiden.
- Lunigianisch wird in der historischen Region der Lunigiana gesprochen, die bis 1860 unter der Verwaltung des Herzogtums Modena war und heute zur Toskana gehört.
- Westemilianisch (Piacentino) wird in den Gebieten westlich des Taro-Flusses (Provinz Piacenza und Teile der Provinz Parma) gesprochen und weist wie auch das Deutsche die Umlaute ö und ü auf, die auch in anderen Dialekten der Regionen Piemont, Lombardei und Ligurien vorhanden, aber im restlichen Gebiet der Halbinsel abwesend sind. Im Westemilianischen sind die Einflüsse des Lombardischen stark zu spüren, aber man kann auch die des Piemontesischen und des Ligurischen unterscheiden.
- Mittelemilianisch wird ungefähr im Gebiet zwischen dem Taro und dem Panaro gesprochen (Teile der Provinz Parma, Provinz Reggio Emilia und Provinz Modena ausschließlich der Gemeinde Castelfranco Emilia).
- Bolognesisch oder Südostemilianisch wird in der Metropolitanstadt Bologna westlich des Sillaro und in Castelfranco Emilia gesprochen.
- Ferraresisch oder Nordostemilianisch wird in der Provinz Ferrara gesprochen. Dieser Unterzweig weist noch eine weitere Unterteilung auf: den Zweig von Comacchio.

## Sprachbesonderheiten
Die emilianischen Dialekte weisen alle gemeinsame Züge mit den padanischen Sprachvarietäten auf, u. a.:
- das Abschneiden der Endvokale in Bezug auf das Standard-Italienisch mit Ausnahme der a und die damit verbundene Phonetikausdehnung der vorherigen Lautstimme, die komplex werden kann:
 Bolognesisch: mèder (Mutter), dutåur (Arzt), âlber (Baum).
- das Vorhandensein runder Vokale, die typisch für die westromanischen Sprachen sind. Auf Lunigianisch und Westemilianisch sind weitere vier davon vorhanden: ä, ü, ö, å (im Westemilianischen besonders auch ë, eine halb-stimmlose Lautstimme, die auch im Piemontesischen vorhanden ist), im Mittelemilianischen hingegen nur einer. Man vergleiche beispielsweise das Wort Schnecke:
 Westemilianisch: lümäga
 Bolognesisch: lumèga
 Es wird vermutet, dass das Vorhandensein dieser Vokale auf die Herrschaft der Boier zurückzuführen ist.
- Eine weitere Besonderheit des Emilianischen ist die Schwächung der unbetonten Silben, die oft zu einer Null-Apophonie tendieren:
 Bolognesisch: ṡbdèl (Krankenhaus) - bdòc (Laus) - dscårrer (sprechen)
- das Vorhandensein nasaler und alveolarer Laute (die im Bolognesischen mit dem Sonderzeichen ṅ geschrieben werden), wie etwa im Bolognesischen
 cusén (Kissen) [hier wird es wie in im Französischen ausgesprochen]
- die Bildung der Pluralformen durch eine Lautverschiebung:
 żnòc' (Knie [Sg.]) - żnûc' (Knie [Pl.])
 fardåur (Erkältung) - fardûr (Erkältungen)
 uràvvṡ (Goldschmied) - urévvṡ (Goldschmiede)
- das Vorhandensein vieler Verbklassen
- das Vorhandensein einer Fragesatz-Konjugation und einer Aussagesatz-Konjugation:
 Bolognesisch: a sån (ich bin) und såggna? (bin ich?)
- Die obligatorische Verwendung des Personalpronomens (anders als im Italienischen) und der Gebrauch betonter Formen:
 Mittelemilianisch: me a sun andèe (ich bin gegangen) [Vergleiche dazu moi, je suis allé im Französischen].

## Beispiele
| Bolognesisch                                | Italienisch                               |
| Pèder nòster (=Vaterunser)                  | Padre nostro                              |
| Pèder nòster,                               | Padre nostro                              |
| ch't î int al zîl,                          | Che sei nei cieli                         |
| ch'al séppa santifichè al tô nómm,          | Sia santificato il tuo nome               |
| ch'ai véggna al tô raggn,                   | Venga il tuo regno                        |
| ch'ai séppa fâta la tô volontè,             | Sia fatta la tua volontà                  |
| cómm in zîl, acsé anc in tèra.              | Come in cielo, così in terra              |
| Dâs incû al nòster pan ed tótt i dé,        | Dacci oggi il nostro pane quotidiano      |
| e dscanzèla i nûster dèbet,                 | E rimetti a noi i nostri debiti           |
| cme nuèter a i dscanzlän ai nûster debitûr, | Come noi li rimettiamo ai nostri debitori |
| e brîṡa lasèr ch'a cascaggna in tentaziån,  | E non ci indurre in tentazione            |
| mo lébbres dal mèl.                         | Ma liberaci dal male                      |
| Âmen.                                       | Amen.                                     |